# Pirkovac
Pirkovac (en serbe cyrillique : Пирковац) est un village de Serbie situé dans la municipalité de Svrljig, district de Nišava. Au recensement de 2011, il comptait 24 habitants.

## Démographie
| 1948 | 1953 | 1961 | 1971 | 1981 | 1991 | 2002 | 2011 |
| ---- | ---- | ---- | ---- | ---- | ---- | ---- | ---- |
| 175  | 193  | 151  | 120  | 92   | 56   | 34   | 24   |

|  |